# Lotto Arena
La Lotto Arena è una arena polivalente situato nella città di Anversa.
L'Arena venne aperta il 10 marzo 2007, nove mesi dopo la costruzione dell'adiacente Sportpaleis.